# Castellers de Tortosa
Els Castellers de Tortosa són una colla castellera de Tortosa (Terres de l'Ebre) fundada l'any 2015 i reconeguda com a colla de ple dret per la Coordinadora de Colles Castelleres de Catalunya des de maig del 2017. Identificats amb la camisa grana, són la tercera colla castellera de les Terres de l’Ebre, després de Los Xics Caleros i Xiqüelos i Xiqüeles del Delta.
L’origen de la colla es remunta a l’octubre de 2014, quan una desena de persones van iniciar tallers castellers a Tortosa. Amb el suport de l’Ajuntament i altres colles castelleres, aquests tallers van desembocar en la creació de la colla l’any següent. Els primers castells que van provar van ser el 3 de 6 i el 4 de 6, sota la direcció de Cristian Dasi com a primer cap de colla i Cristina Beltrán com a presidenta.
Des dels seus inicis, els Castellers de Tortosa han consolidat el seu nivell de sis pisos i han assolit com a millors construccions el 2 de 6 i el pilar de 5, fites destacades en la seva trajectòria.
La colla ha estat present en diverses actuacions arreu de Catalunya i ha participat en trobades castelleres, com la Trobada de Colles del Sud. També han pres part en esdeveniments solidaris i culturals locals, com la Caminada Solidària per la Marató de TV3.
Amb el pas dels anys, els Castellers de Tortosa han consolidat el seu paper dins del món casteller i han contribuït a la difusió de la cultura i tradició castellera a les Terres de l’Ebre.